# Китайские моря (фильм)
«Китайские моря» (англ. China Seas) — черно-белая приключенческая мелодрама 1935 года по мотивам романа Кросби Гарстина.

## Сюжет
Суровый капитан Алан Гаскелл готовит корабль — с грузом золота в трюме и пассажирами на борту — к отплытию в Шанхай. Обнаружив в каюте свою строптивую подругу Долли по прозвищу Китайская куколка, Алан неохотно разрешает девушке остаться на корабле, но вскоре обстоятельства складываются так, что ему приходится пожалеть о своем решении — на борт поднимается Сибилла Барклей, вдова-англичанка, которую он когда-то любил.
Алан и Сибилла возобновляют знакомство, а Долли, прознав, что они собираются пожениться, отчаянно ревнует и находит утешение у своего старого приятеля Джеймси Макардла. Однажды во время ночной попойки Макардл, который сел на корабль с целью украсть золото, посвящает Долли в свои планы. Она пытается предупредить Алана, но тот оскорбляет её, и Долли из мести становится сообщницей Макардла.
Своровав ключи от трюма, Долли отдает их Макардлу, однако вместо золота там оказывается песок. Макардл приказывает своим сообщникам схватить Алана и выпытать у него местонахождение ценного груза, но преступников удается обезвредить с помощью бывшего капитана Тома Дэвидса. Алан обвиняет Макардла и Долли в попытке ограбления, и бандит, который влюблен в девушку, берёт всю вину на себя, а затем принимает яд и умирает. Когда судно причаливает в Шанхае, Сибилла понимает, что на самом деле Алан влюблен в Долли и уезжает, решив не мешать их отношениям.

## В ролях
- Кларк Гейбл — капитан Алан Гаскелл
- Джин Харлоу — Долли Портленд, «Китайская Куколка»
- Уоллес Бири — Джеймси Макардл
- Розалинд Расселл — Сибилла Барклей
- Льюис Стоун — Том Дэвидс
- Обри Смит — мистер Доусон
- Аким Тамиров
- Лилиан Бонд — миссис Тиммонс
- Беатрис Робертс — пассажирка корабля (в титрах не указана)

## Факты
- В Малайзии и Сингапуре прокат фильма был запрещен[источник не указан 1659 дней].
- Премьера состоялась 9 августа 1935 года.